# Benno Hoffmann
Benno Hoffmann (30 de mayo de 1919 - 9 de marzo de 2005) fue un actor, director y bailarín de nacionalidad alemana.

## Biografía
Nacido en Süderbrarup, Alemania, su verdadero nombre era Bernhard Adolf Bodmann. Su madre era soltera, pero más adelante se casó y se mudó Essen, donde entre 1934 y 1936 Hoffmann hizo una pasantía en la Friedrich Krupp AG. Su pasión, sin embargo, era el teatro, razón por la cual en 1936 se graduó en la famosa Folkwang Universität der Künste, en la cual aprendió artes escénicas y danza. En 1939 trabajó como bailarín y director de ballet en Wuppertal, Coburgo, en el Deutsches Theater de Gotinga, en Bielefeld y en Karlsruhe. Tras su servicio militar en la marina entre 1941 y 1945, fue bailarín solista en los años 1948 y 1949 en el Staatstheater de Múnich. Sin embargo, a partir de 1951 Hoffmann trabajó principalmente como actor, interpretando a menudo a personajes cómicos.
A partir de los años 1960, Hoffmann se hizo conocido en todo el país gracias a sus numerosas actuaciones cinematográficas y televisivas. Así, actuó en una película sobre escritos de Edgar-Wallace, Zimmer 13 (1964), y en los filmes Die Nibelungen, Teil 1 - Siegfried (1966), Lina Braake (1975) y Wehe, wenn Schwarzenbeck kommt (1979), entre otros muchos, siendo también famoso por su papel de Paul Plaschke en la serie Trautes Heim (1990), y por su actuación en otra serie, 6 Richtige. Hoffmann, con su figura fuerte y su cráneo calvo, fue una figura habitual de la pantalla televisiva hasta mediados de los años 1990.
Otro de sus papeles de mayor popularidad fue el del gánster Cliff Fletcher en la producción en tres episodios Die Schlüssel, de Francis Durbridge, estrenada en enero de 1965. Con la capa de color negro que utilizó en dicha serie, incluso estableció una tendencia de moda. Su actuación era de tal calidad, que aparecieron artículos en diferentes medios señalando que Hoffmann no tenía en privado parecido alguno con Cliff Fletcher.
Además, entre 1955 y 1984 Hoffmann trabajó como actor de voz, doblando a actores como Zero Mostel (Golfus de Roma), Boris Karloff (Frankenstein) o Clifton James (Vive y deja morir y The Man with the Golden Gun). También fue actor de voz en las producciones de animación basadas en los cómic Werner, y en la serie de dibujos animados Los animales del bosque. También fue Sir Hector en el film de Walt Disney The Sword in the Stone y Amos Slade en The Fox and the Hound.
Igualmente, Hoffmann fue actor teatral, especialmente en el campo de las operetas y los musicales, géneros en los que demostró su habilidad como cantante y bailarín. Su papel más importante como actor teatral fue el de Alfred P. Doolittle en My Fair Lady, que representó en más de mil ocasiones.
Benno Hoffmann tuvo dos hijos, y estuvo casado desde 1964 con la actriz Anna Smolik. El actor falleció el 9 de marzo de 2005, a los 85 años de edad, tras un largo período enfermo, en una residencia de ancianos en Vomp, Austria. Fue enterrado en el Cementerio de Gralsgemeinde en Vomperberg.

## Filmografía
- 1955 : Die Barrings
- 1955 : Nacht der Entscheidung
- 1956 : Die Halbstarken (también ayudante de dirección)
- 1957 : Endstation Liebe (también ayudante de dirección)
- 1958 : Stefanie
- 1958 : Zeit zu leben und Zeit zu sterben
- 1958 : Münchhausen in Afrika
- 1959 : Die Halbzarte (también coreografía)
- 1959 : Der Mann, der sich verkaufte
- 1959 : Labyrinth
- 1959 : 2× Adam − 1× Eva
- 1959 : Der König ist tot (TV)
- 1959 : La vache et le prisonnier
- 1960 : Kirmes
- 1960 : El paso del Rhin (Le passage du Rhin), de André Cayatte
- 1960 : La rivolta degli schiavi
- 1961 : Der Transport
- 1962 : Gabriel Schillings Flucht (TV)
- 1962 : Escape from East Berlin
- 1962 : Jeder stirbt für sich allein (TV)
- 1962 : Das große Vorbild (TV)
- 1963 : Das Echo (TV)
- 1963 : Das Glück läuft hinterher (TV)
- 1964 : Zimmer 13
- 1964 : Nebelmörder
- 1964 : Das Gespenst von Canterville (TV)
- 1964 : Sicher ist sicher (TV)
- 1965 : Die Herren
- 1965 : Die Schlüssel (miniserie TV)
- 1965 : Die fünfte Kolonne (serie TV), episodio Libelle, bitte kommen
- 1966 : Die Nibelungen, Teil 1 - Siegfried
- 1966 : Gewagtes Spiel (serie TV), episodio Der Doppelgänger
- 1967 : Tragödie in einer Wohnwagenstadt (TV)
- 1967 : Kommissar Brahm (serie TV), episodio 15 Gramm Paraoxon
- 1968 : Das Schloß
- 1968 : Spedition Marcus (serie TV)
- 1968 : Sommersprossen
- 1969 : Christoph Kolumbus oder Die Entdeckung Amerikas (TV)
- 1969 : Nicht fummeln, Liebling
- 1970 : Miss Molly Mill (TV-Serie)
- 1971 : Der Opernball (TV)
- 1972 : Wenn der Hahn kräht (TV)
- 1972 : Im Auftrag von Madame (serie TV)
- 1973 : Der Lord von Barmbeck
- 1973 : Bauern, Bonzen und Bomben (miniserie)
- 1973 : Lokaltermin
- 1974 : Drei Männer im Schnee
- 1975 : Lina Braake
- 1975 : Berlinger
- 1976 : Ein Herz und eine Seele (serie TV), episodio Massage
- 1977 : Derrick (serie TV), episodio Hals in der Schlinge
- 1979 : Es begann bei Tiffany (TV)
- 1979 : Wehe, wenn Schwarzenbeck kommt
- 1980 : Auf Achse (serie TV), episodio Vollgas
- 1981 : Heute spielen wir den Boß
- 1983 : 6 Richtige (serie TV)
- 1985 : Der Fahnder (serie TV), episodio Eine Beute kriegt Beine
- 1986 : Ein heikler Fall (serie TV)
- 1988 : Auch das noch (serie TV)
- 1990 : Trautes Heim (serie TV)
- 1991 : Großstadtrevier (serie TV), episodio Sonntagsfrühstück
- 1994 : Familie Heinz Becker (serie TV), episodio In der Galerie